# Arrondissement Cavaillon
Cavaillon was een arrondissement van het Franse departement Vaucluse in de regio Provence-Alpes-Côte d'Azur. Het arrondissement werd opgericht in 1926 toen de onderprefectuur van het bestaande arrondissement Apt overgebracht werd naar Cavaillon. Al in 1933 werd de situatie teruggedraaid en verloor Cavaillon zijn status van arrondissement ten voordele van Apt.

## Kantons
Het arrondissement was samengesteld uit de volgende kantons:
- Kanton Apt
- Kanton Bonnieux
- Kanton Cadenet
- Kanton Cavaillon
- Kanton Gordes
- Kanton Pertuis